# Yordanis Arencibia
Pour les articles homonymes, voir Arencibia.
Yordanis Arencibia, né le 24 janvier 1980 à Amancio (Cuba), est un judoka cubain évoluant dans la catégorie des moins de 66 kg (autrement désignée poids mi-légers). 
Se révélant en 1998 par un titre mondial acquis dans la catégorie junior, il ne tarde pas à confirmer parmi les seniors. Ainsi, dès l'année suivante, il monte sur la troisième marche du podium mondial ainsi que lors des Jeux panaméricains. Il conserve sa troisième place mondiale en 2001 et 2003, année au cours de laquelle il obtient la médaille d'or aux Jeux Panaméricains de Saint-Domingue. Sélectionné pour les Jeux olympiques d'Athènes en 2004, le Cubain obtient la médaille de bronze. Lors de la compétition, il n'est éliminé qu'en demi-finale du tableau principal par le Slovaque Jozef Krnáč ; il se console cependant en remportant le combat pour la troisième place face au Géorgien David Margoshvili. Après un échec lors des Mondiaux de 2005, Arencibia se met de nouveau en évidence en 2007 en décrochant la médaille d'argent lors des Mondiaux 2007 organisés à Rio de Janeiro. Peu de temps auparavant, il avait obtenu son troisième podium consécutif aux Jeux Panaméricains.

## Palmarès

### Jeux olympiques
- Jeux olympiques de 2004 à Athènes (Grèce) :
  -  Médaille de bronze dans la catégorie des moins de 66 kg (poids mi-légers).

- Jeux olympiques de 2008 à Pékin (Chine) :
  -  Médaille de bronze dans la catégorie des moins de 66 kg (poids mi-légers).

### Championnats du monde
- Championnats du monde 1999 à Birmingham (Royaume-Uni) :
  -  Médaille de bronze dans la catégorie des moins de 66 kg.
- Championnats du monde 2001 à Munich (Allemagne) :
  -  Médaille de bronze dans la catégorie des moins de 66 kg.
- Championnats du monde 2003 à Osaka (Japon) :
  -  Médaille de bronze dans la catégorie des moins de 66 kg.
- Championnats du monde 2007 à Rio de Janeiro (Brésil) :
  -  Médaille d'argent dans la catégorie des moins de 66 kg.

### Jeux panaméricains
- Jeux Panaméricains 1999 à Winnipeg (Canada) :
  -  Médaille de bronze dans la catégorie des moins de 66 kg.
- Jeux Panaméricains 2003 à Saint-Domingue (République dominicaine) :
  -  Médaille d'or dans la catégorie des moins de 66 kg.
- Jeux Panaméricains 2007 à Rio de Janeiro (Brésil) :
  -  Médaille de bronze dans la catégorie des moins de 66 kg.

### Divers
- Juniors :
  -  Champion du monde juniors en 1998 à Cali.
- Tournois :
  - 3 podiums dont 2 victoires au Tournoi de Paris (France).